# Система моды
Система моды — книга философа и семиотика Ролана Барта, впервые опубликованная в 1967 году. Система моды считается классической работой Барта и одной из центральных работ структуралистского движения. Барт рассматривает моду как знаковую систему, которая определяет особенности культуры и социальной системы второй половины XX в..

## Общая характеристика
В Системе моды Барт развивает идеи, обозначенные им ещё в Мифологиях — сборнике статей, опубликованном в виде отдельной книги в 1957 году. Барт рассматривает моду как знаковую структуру, одна из задач которой — формирование системы современного мифа. В отличие от эссеистической манеры Мифологий, структура Системы моды воспроизводит принцип академического исследования и организована более формально. Мода формирует условный язык и код, который становится элементом системы. Барт представляет моду набором знаков, складывающихся как соединение означающего и означаемого. Мода функционирует как знаково-ценностная система. Одежда обретает коннотациионное значение, она входит в пространство масс-медиа и переводит зрительные образы на язык словесных символов и социальных установок.

## Система моды: идея и источники
В своем исследовании Барт рассматривает моду как форму языка. В этой позиции он опирается на работы швейцарского лингвиста Фердинанда де Соссюра, используя его модель знака и знаковой системы применительно к моде. За год до публикации Системы моды вышла книга Мишеля Фуко Слова и вещи — формообразующая работа Фуко, в которой также была предпринята попытка объединения системы вещей и языка. В последующие несколько лет будут изданы ещё две важные работы по языковой конструкции моды и теории общества потребления: Система вещей (1968) и Общество потребления (1970) Жана Бодрийяра. Система моды Барта, таким образом, стала одним из трудов, посвященных феномену потребления и стала одной из определяющих работ по теории моды. Являясь одним из исследований важной аналитической волны, работа Барта, тем не менее, была начата десятью годами ранее. Во второй половине 1950-х Барт обращался к Леви-Строссу, стремясь стать его учеником и желая написать под руководством Леви-Стросса работу о моде. Леви-Стросс отказался, сочтя стиль Барта излишне литературным, а тему — излишне надуманной. В итоге, Система моды была написана под руководством лингвиста Андре Мартине.

## Структура и общее содержание работы
Работа делится на несколько разделов и рассматривает следующие направления: 1. Структура означающего. 2. Структура означаемого. 3. Структура знака. 4. Риторическая система. Барт рассматривает моду в системе означающего и означаемого, сравнивая одежду и конструкцию знака. Он опрелеляет три формы существования одежды — настоящая одежда, представляемая одежда и используемая одежда. Все три вида костюма он рассматривает как разные категории, которые различает принцип образования смысла и форма представления. В этой конструкции «настоящая» одежда существует в системе производства, «используемая» — в системе повседневного бытового потребления, а «представляемая» — в сфере журналов и магазинов. «Представляемая» одежда является частью мифологической системы, которую формируют средства массовой информации, модная фотография и механизмы продаж. «Настоящая» одежда не существует вне системы моды и подчинена её принципам. Барт говорит о том, что сначала формируется миф, возникающий вокруг одежды «представляемой» и лишь затем возникает одежда реальная. Мода, таким образом, становится системой потребления мифа, костюм является итогом языка моды.

## Мода и вестиментарный код
Это понятие входит в знаковую систему моды и аккумулирует в себе главные семиотические характеристики: означаемое, означающее и референт, которые отражают и поддерживают логику и риторику знака. Мода делится на виды и классы, являясь коннотативной реализацией мифа. Барт исходит из предположения, что вестиментарный код состоит из трех основных систем: одежды-образа (фото или рисунок), одежды-описания (текст) и реальной одежды. Первая и третья системы денотативны (передача визуального образа), вторая — коннотативна, так как пребывает «между вещами и словами», она находит связь между модой, одеждой и социумом. Описание моды приобретает статус метаязыка, цель которого — объяснить и одновременно завуалировать суть этого мира мифов и символов.
Вестиментарная матрица как понятие проходит лейтмотивом сквозь всю систему моды, раскрывая семиотическую парадигму коннотаций и денотаций этого «временного господства стиля». В коннотативной системе одежды означающее соединяет в себе объект (вещь), суппорт (часть вещи) и вариант (детали вещи, что обусловливает смену моды). Вестиментарная матрица обнаруживает динамику моды и степень её воздействия на общество. Все три элемента матрицы связаны процессом «излучения смысла»: мода стремится «просвечивать смыслом инертные материалы» . Семиотическое и философское понимание моды осуществляется при помощи вестиментарной матрицы, которая соединяет коннотации одежды (нарядность, элегантность, открытость-закрытость) и проецирует «описание» одежды на её «образ», выстраивая тем самым знаковую систему, или синтагму.

## Значение работы и резонанс
Система моды Барта стала не только важной работой структуралистского периода — она заложила основу исследования моды как аналитического феномена, определив термин «Система моды» как таковой. Это понятие продолжает использоваться в качестве философско-семиотической и культурно-семиотической исследовательской основы (например, в изучении воздействия рекламы на жизнь и деятельности социума); в области постиндустриализма и информационального общества, в самой семиотике (к примеру, новый поворот в изучении рекламы как кодированной информации и коннотации мифа. В общефилософских и лингво-филологических сферах система моды становится и актуальным термином современного научного мира, и возможностью осуществления особого поворота к проблеме обобщения тенденций настоящего времени. «Систему моды» принято рассматривать как явление, связанное с лингвистическим поворотом — стремлением видеть язык и текст основой мышления и главной формой человеческого сознания.

## Критика
Работа Р. Барта оценивалась большинством исследователей (Жан Бодрийяр, Мишель Фуко, Поль Вирильо, Юлия Кристева, Екатерина Васильева) с положительных позиций — как пример необычной трактовки феномена моды. Тот факт, что мода рассматривалась как система и структура подразумевал новый подход к исследованию феномена моды. Применение методов семиотики при анализе моды и рекламы было воспринято научным сообществом как новаторский подход.
Несколько негативно книга философа была воспринята исследователями социологической школы — как несостоявшаяся попытка сложного теоретико-лингвистического анализа простой бытовой сферы. Так, Дж. Куллер замечает, что «по-видимому, Барт был введен в заблуждение лингвистикой в своем представлении о том, что дистрибутивный анализ может произвести ряд классов, которые не нуждаются в оправдании какой-либо объяснительной функцией. … Он пренебрег тем, что следовало объяснить, и в итоге не объяснил ничего». Критические оценки высказывались и другими исследователями, которые обращали внимание на тот факт, что сравнение моды и языка, предпринятое Бартом, в некоторых случаях излишне формально.

## Система моды и теория моды
Книга Барта «Система моды» оказала принципиальное влияние на изучение моды и на формирование теории моды как самостоятельной дисциплины. «Система моды» положила начало систематическому исследованию моды как аналитической дисциплины. «Она стала одним из первых обращений к идеологии моды, стремлением обнаружить ее суть и попыткой открытия ее тайного механизма».

#### Первое издание
- Barthes R. Système de la mode. Paris: Éditions du Seuil, 1967—328 p.

#### На русском языке
- Барт Р. Система моды. Статьи по семиотике культуры. М.: Издательство им. Сабашниковых, 2003. — 512 с.

#### Книги
- Васильева Е. Теория моды: миф, потребление и система ценностей. Санкт-Петербург; Москва: RUGRAM_Пальмира, 2023. 387 с.
- Дьяков А. В. Ролан Барт как он есть. СПб.: Владимир Даль, 2010. 317 с.
- Bensmaïa R. The Barthes Effect: The Essay as Reflective Text. Minneapolis: University of Minnesota Press, 1987. — 122 p.
- Gil M. Roland Barthes: Au lieu de la vie. Paris: Flammarion, 2012. — 562 p.
- Lavers A. Roland Barthes: Structuralism and After. Cambridge (Mass.): Harvard University Press, 1982. — 314 p.
- Lurie A. The Language of Clothes. Random House: 1981—272 p.

#### Статьи
- Васильева Е. Идеология знака, феномен языка и «Система моды» / Теория моды: тело, одежда, культура 2017, № 45, с.11 — 24.
- Васильева Е. Идея знака и принцип обмена в поле фотографии и системе языка // Вестник Санкт-Петербургского государственного университета. Серия 15. Искусствоведение. 2016. вып. 1. С. 4-33.
- Дьяков А. В., Емельянова М. А. Ролан Барт: система Моды и подозрительность к Системе // Вестник Ленинградского государственного университета им. А. С. Пушкина. 2009. Вып. № 1 (25).
- Зенкин С. Ролан Барт и семиологический проект / Ролан Барт. Стстема моды. Статьи по семиотике культуры. М.: Издательство Сабашниковых, 2003, с. 10 — 21.
- Зенкин С. Образ, рассказ и смерть. Жорж Батай и Ролан Барт / Новое литературное обозрение, 2013, № 5 (123), с. 25 — 43.
- Зенкин С. Н. Ролан Барт — теоретик и практик мифологии // Мифологии. Вступительная статья. М. Издательство им. Сабашниковых. 1996.
- Косиков Г. К. Ролан Барт — семиолог, литературовед // Барт Р. Избранные работы. Семиотика. Поэтика / Составление, общ. ред. Г. К. Косикова. М.: Прогресс, 1989. С. 3-45.
- Свендсен Л. Мода и язык / Философия моды. М.: Прогресс-Традиция, 2007, с. 91 — 108.
- Трушина Л. Е. Мифориторика рекламы Р. Барта // Смыслы мифа: мифология в истории и культуре. Серия «Мыслители». 2003. Вып. № 8.
- Sontag S. Remembering Barthes / Under the Sign of Saturn, New York: Farrar, Straus and Giroux, 1980.